# 三唐站
三唐站是一个京沪线上的铁路车站，位于山东省平原县三唐乡，邮政编码为253107。车站由济南局集团济南车务段管辖，为五等站，不办理客货运业务。车站建于1942年，以缓解原津浦铁路的行车压力。车站因周围有老唐、小唐、老小唐三个村庄而得名。三唐站原设有3条股道，后增加至4条。